# Sauvallea
Sauvallea là một chi thực vật có hoa trong họ Commelinaceae.